# Hetedik mennyország
A Hetedik mennyország (7th Heaven) egy 1996 és 2007 között vetített amerikai televíziós sorozat, alkotója és rendezője Brenda Hampton. A sorozat tervezett fináléja eredetileg 2006. május 8-án lett volna, de a The CW Television Network a tervezett végső epizód magas nézettsége miatt meghosszabbította a szerződést. A 11. és egyben utolsó évad premierje 2006. szeptember 25-én, hétfőn volt, végül 2007. május 13-án fejezték be. Ez volt a hetedik legtovább tartó sorozat, amelyet a The CW Television Network valaha is műsorára tűzött. A sorozat egy protestáns lelkész családjának életét meséli el egy fiktív városban, Glen Oakban, Kaliforniában.
Magyarországon először 1998-ban az RTL Klub vetítette az 1. évadot, majd 2004-ben a Viasat 3 adó az 1.-2. évadot új szinkronnal tűzte adásba, 2005-2006 között a Viasat szinkronjával tovább építkezve a TV2 vetítette le egy huzamban az akkori friss 10. évadig, végül 2008-ban a TV2 leadta az utolsó évadot is. A TV2 az érzékeny és erőszakos témák ellenére furcsa módon a legtöbb részt korhatár nélkül vetítette, az ORTT már az elején fellépett a vetítési módszere ellen. Illetve időközben adásba került olyan különkiadás, ami például családon belüli molesztálás témájával már 16-os korhatárba került át. Jelenleg a Story TV és a TV4 ismétli a teljes sorozatot.

## Történet
A központi karakter a glenoaki egyházmegye tiszteletese, Eric Camden tiszteletes (Stephen Collins), felesége, Annie (Catherine Hicks), és hét gyermek: Matt (Barry Watson) Mary (Jessica Biel), Lucy (Beverley Mitchell), Simon (David Gallagher), Ruthie (Mackenzie Rosman) és az ikrek, David (Lorenzo Brino) és Sam (Nikolas Brino).
A sorozat elején a családban öt gyermek van: (Matt, Mary, Lucy, Simon és Ruthie), de a harmadik évadban Annie ikreket szül, Samet és Davidet. Matt megnősül és orvosként kezd praktizálni, Mary hozzámegy Carloshoz és stewardessként kezd dolgozni, Simon pedig egyetemre megy, hogy jogot hallgasson. Lucy egy darabig az átalakított garázsban lakik férjével, Kevinnel, aztán vesznek egy saját házat a Camden házhoz közel. Ruthie egy darabig Skóciában él, de később hazajön.
Az ikrek a sorozat alatt nem költöznek el a családi házból.
Minden egyes epizód egy erkölcsi tanulsággal, vagy vitatható témával foglalkozik, amelyben a család közvetlenül, vagy közvetve érintett. (Pl. rasszizmus, kábítószerfüggőség, fiatalkori anyaság, alkoholizmus, halál, nemi erőszak)

## Szereplők
Az első szinkron magyar hangjai (1998):
Eric Camden (Stephen Collins) – Balázsi Gyula
Annie Camden (Catherine Hicks) – Zsurzs Kati
Matthew Camden (Barry Watson) – Bozsó Péter
Mary Camden (Jessica Biel) – Simonyi Piroska (ő a 2. szinkronban Sandy első hangja volt)
Lucy Camden (Beverley Mitchell) – Molnár Ilona (ő a 2. szinkronban Mary hangja volt)
Simon Camden (David Gallagher) – Szvetlov Balázs (ő a 2. szinkronban Mac hangja volt a 9.-10. évadban)
Ruthie Camden (Mackenzie Rosman) – Mánya Zsófia (ő a 2. szinkron első évadaiban tömegezett, majd az 5.-től Lucy-t szinkronizálta)
John Hamilton (Chaz Lamar Shepard) – ? (3 epizódban)
A sorozat főszereplői és a Camden ház lakói (valamint a két minden évadban feltűnő mellékszereplő):
(Az epizódszám zárójeles része a listázott megjelenést jelenti, hiszen a három babánál sokáig nem tüntették föl a szereplőket, mert nem konkrétan egy játszotta. Samet és Davidet eleinte a Brino négyesikrek mindegyike megszemélyesítette, végül a 6. évadtól váltak valódi karakterré. John esetében az első, addig nem hallott üzenetrögzítős megjelenései miatt van eltérés.)
| Szerep                       | Színész                  | 2. szinkron                                                                       | Ep        | Évadok     | Évadok     | Évadok     | Évadok     | Évadok     | Évadok     | Évadok     | Évadok     | Évadok     | Évadok     | Évadok     |
| Szerep                       | Színész                  | 2. szinkron                                                                       | Ep        | 1          | 2          | 3          | 4          | 5          | 6          | 7          | 8          | 9          | 10         | 11         |
| ---------------------------- | ------------------------ | --------------------------------------------------------------------------------- | --------- | ---------- | ---------- | ---------- | ---------- | ---------- | ---------- | ---------- | ---------- | ---------- | ---------- | ---------- |
| Eric Camden                  | Stephen Collins          | Csernák János                                                                     | 242       |            |            |            |            |            |            |            |            |            |            |            |
| Annie Camden                 | Catherine Hicks          | Kocsis Mariann                                                                    | 239       |            |            |            |            |            |            |            |            |            |            |            |
| Matthew Camden               | Barry Watson             | Molnár Levente                                                                    | 177       |            |            |            |            |            |            | Visszatérő | Visszatérő |            | Visszatérő |            |
| Mary Camden                  | Jessica Biel             | Molnár Ilona                                                                      | 143       |            |            |            |            |            |            | Visszatérő | Vendég     |            | Vendég     |            |
| Lucy Camden                  | Beverley Mitchell        | Tamási Nikolett (S1-4), Mánya Zsófia (S5-)                                        | 242       |            |            |            |            |            |            |            |            |            |            |            |
| Simon Camden                 | David Gallagher          | Jelinek Márk (S1-4), Czető Roland (S5-)                                           | 197       |            |            |            |            |            |            |            | Visszatérő |            |            |            |
| Ruthie Camden                | Mackenzie Rosman         | Talmács Márta                                                                     | 237       |            |            |            |            |            |            |            |            |            |            |            |
| Pajkos                       | önmaga (Happy)           | kutya                                                                             | 243       |            |            |            |            |            |            |            |            |            |            |            |
| John Hamilton                | Chaz Lamar Shepherd      | Moser Károly (S1), ? (S2), Hamvas Dániel (S3-)                                    | 35 (33)   | Visszatérő | Vendég     | Vendég     |            |            |            |            |            |            |            |            |
| David Camden                 | Nikolas Brino            | Czető Ádám                                                                        | 185 (139) |            |            | baba       | baba       | baba       |            |            |            |            |            |            |
| Samuel Camden                | Lorenzo Brino            | Penke Bence                                                                       | 185 (139) |            |            | baba       | baba       | baba       |            |            |            |            |            |            |
| Shana Sullivan               | Maureen Flannigan        | Mezei Kitty                                                                       | 22        |            |            | Visszatérő |            |            | Vendég     |            |            |            |            |            |
| Robbie Palmer                | Adam LaVorgna            | Pálmai Szabolcs                                                                   | 49        |            |            |            | Visszatérő |            |            |            |            |            |            |            |
| Kevin Kinkirk                | George Stults            | Bódy Gergő (S6), Magyar Bálint (S7-)                                              | 114       |            |            |            |            |            | Visszatérő |            |            |            |            |            |
| Benjamin Kinkirk             | Geoff Stults             | Seszták Szabolcs                                                                  | 23        |            |            |            |            |            | Visszatérő |            |            | Visszatérő |            | Vendég     |
| Roxanne Richardson           | Rachel Blanchard         | Szénási Katalin                                                                   | 41        |            |            |            |            |            |            |            |            |            |            |            |
| Cecilia Smith                | Ashlee Simpson           | Berkes Boglárka                                                                   | 40        |            |            |            |            |            |            |            |            |            |            |            |
| Chandler Hampton             | Jeremy London            | Bódy Gergő                                                                        | 37        |            |            |            |            |            |            |            |            |            |            |            |
| Peter Petrowski              | Scotty Leavenworth       | Kilényi Márk                                                                      | 34        |            |            |            |            |            |            | Visszatérő |            | Vendég     | Vendég     |            |
| Martin Brewer                | Tyler Hoechlin           | Kováts Dániel (S8-10), Hamvas Dániel (S11)                                        | 84        |            |            |            |            |            |            |            |            |            |            |            |
| Rose Taylor                  | Sarah Thompson           | Bogdányi Titanilla                                                                | 24        |            |            |            |            |            |            |            |            | Visszatérő |            |            |
| Meredith Davies              | Megan Henning            | Tamási Nikolett (9x8), Gulás Fanni (9x21-22), Berkes Boglárka (S10)               | 11        |            |            |            |            |            |            |            |            | Visszatérő |            |            |
| Savannah Kinkirk             | Hannah és Alyssa Yadrick | nem beszél (babahang)                                                             | 55 (17)   |            |            |            |            |            |            |            |            | baba       | baba       | baba       |
| Sandy Jameson                | Haylie Duff              | Simonyi Piroska (S10), Dögei Éva (S11)                                            | 32        |            |            |            |            |            |            |            |            |            |            |            |
| Theodore Bonaducci, "T-Bone" | Colton James             | Kováts Dániel                                                                     | 18        |            |            |            |            |            |            |            |            |            |            | házlakó    |
| Jane Jackson-Grayson         | Sarah Wright             | Böhm Anita                                                                        | 17        |            |            |            |            |            |            |            |            |            |            | házlakó    |
| Margaret                     | Andrea Morris            | ?                                                                                 | 17        |            |            |            |            |            |            |            |            |            |            | házlakó    |
| Michaels rendőr              | Christopher Michael      | változó, Breyer Zoltán (S3-10), Megyeri János (S11)                               | 45        | Visszatérő | Visszatérő | Visszatérő | Visszatérő | Visszatérő | Visszatérő | Visszatérő | Visszatérő | Visszatérő | Visszatérő | Vendég     |
| Lou Dalton                   | Alan Fudge               | Melis Gábor (S1-2), Szersén Gyula (S3-10), ? (5x21), ? (11x9), Rosta Sándor (S11) | 24        | Vendég     | Vendég     | Vendég     | Visszatérő | Visszatérő | Vendég     | Visszatérő | Visszatérő | Vendég     | Visszatérő | Visszatérő |

Note
1. ↑  Michaels rendőr: Sótonyi Gábor (1x7, 1x9), Bódy Gergő (1x15), Magyar Bálint (1x18), Lux Ádám (2x2, 2x17), ? (2x19), ? (3x5)

## Érdekességek
Mánya Zsófia, Czető Roland, Pálmai Szabolcs, Magyar Bálint, Seszták Szabolcs, Bódy Gergő, Bogdányi Titanilla, Dögei Éva, Kováts Dániel és Berkes Boglárka már főbb szerepük előtt is szinkronizált kisebb epizódszereplőket, visszatérő karaktereket. Ráadásul nem egyszer előfordult az is, hogy egy változó hangú szereplőt többen is megszólaltattak a fenti listából (pl. Michaels rendőr volt Magyar Bálint és Bódy Gergő is). Volt még pár hasonló tömegező, pl. Moser Károly, Megyeri János, vagy Seder Gábor.
Az 5. évadban Lucy és Simon hangja lecserélődött (Simonnál növekedése indokolta), azonban mind Tamási Nikolett, mind Jelinek Márk visszatértek szinkronizálni a 9. évadban. Hamvas Dániel az 5. évad után a 11.-be tért vissza, ráadásul két "intrós szerepe" volt: a 11. évadban Martint szinkronizálta, őt az előző három szezon során megszólaltató Kováts Dániel viszont új szereplőt kapott. Berkes Boglárka két intrós szereplője után s visszatért még tömegezni, illetve Pálmai Szabolcs is újfent hallható volt a 11. évadban.
Tamási Nikolett továbbá újraszinkronizálta az első részből lévő bejátszásokban Lucy-t, a 10. évad utolsó két részében. A már mutált Talmács Márta is visszatért Ruthie-hoz, ám – érthető módon – a kis Simon új hangot kapott.

## További szereplők
| Szerep                         | Színész                | Ep | 2. szinkron                                  | RTL-es szinkron (1. évad) |
| ------------------------------ | ---------------------- | -- | -------------------------------------------- | ------------------------- |
| Mac                            | Kyle Searles           | 27 | Szvetlov Balázs, Markovics Tamás             | nem szerepelt             |
| Wilson West                    | Andrew Keegan          | 24 | Ifj. Morassi László                          | ?                         |
| Jimmy Moon                     | Matthew Linville       | 21 | változó                                      | ?                         |
| Heather Cain                   | Andrea Ferrel          | 20 | Vadász Bea                                   | ?                         |
| Julie Camden Hastings          | Deborah Raffin         | 18 | Orosz Anna                                   | ?                         |
| Deena Stewart                  | Nicole Cherié Saletta  | 18 | Gulás Fanni                                  | nem szerepelt             |
| Charles Jackson                | Graham Jarvis          | 16 | Versényi László                              | ?                         |
| Dr. Hank Hastings              | Ed Begley Jr.          | 16 | Galbenisz Tomasz                             | nem szerepelt             |
| Sarah Glass Camden             | Sarah Danielle Madison | 16 | Zsigmond Tamara                              | nem szerepelt             |
| Cheryl                         | Barret Swatek          | 15 | ?                                            | nem szerepelt             |
| Paris Petrowski                | Shannon Kenny          | 15 | Oláh Orsolya                                 | nem szerepelt             |
| Corey Conway                   | Alicia Leigh Willis    | 14 | változó                                      | ?                         |
| George Smith                   | Brad Maule             | 14 | ?                                            | nem szerepelt             |
| Carlos Rivera                  | Carlos Ponce           | 12 | Láng Balázs, Moser Károly                    | nem szerepelt             |
| John Camden ezredes            | Peter Graves           | 11 | Makay Sándor, Várkonyi András, Szersén Gyula | ?                         |
| Ruth Camden                    | Barbara Rush           | 10 | ?                                            | ?                         |
| Jordan Tate                    | Wade Carpenter         | 10 | Moser Károly                                 | nem szerepelt             |
| Mike Pierce                    | Jeremy Lelliott        | 10 | ?                                            | nem szerepelt             |
| Morgan Hamilton                | Dorian Harewood        | 10 | Várkonyi András                              | ?                         |
| Patricia Hamilton              | Olivia Brown           | 9  | Orosz Helga                                  | ?                         |
| Nigel Hamilton                 | David Netter           | 9  | változó                                      | ?                         |
| Ginger Jackson                 | Beverly Garland        | 9  | ?                                            | ?                         |
| Vincent                        | Thomas Dekker          | 9  | Jelinek Márk                                 | nem szerepelt             |
| Gladys Bink                    | Eileen Brennan         | 9  | Illyés Mari                                  | ?                         |
| Rod                            | Toran Caudell          | 9  | változó                                      | nem szerepelt             |
| George 'Vic' Vickery Petrowski | Bryan Callen           | 9  | Kárpáti Levente                              | nem szerepelt             |
| Richard Glass rabbi            | Richard Lewis          | 9  | Haás Vander Péter                            | nem szerepelt             |
| Rosina Glass                   | Laraine Newman         | 8  | ?                                            | nem szerepelt             |
| Jenny Jackson                  | Alice Hirson           | 8  | ?                                            | ?                         |
| Donna Cain                     | Meg Wittner            | 8  | változó                                      | ?                         |
| Carmen Mackoul                 | Brenda Strong          | 8  | ?                                            | nem szerepelt             |
| nővér (neve ismeretlen)        | Ally Wolfe             | 8  | változó                                      | ?                         |

## Főbb szereplők
Eric Camden
A családfő, és a fiktív Glenoak város lelkipásztora. Szigorú szülő, de nagyon szereti családját. Szülei mindketten katonák voltak, sokáig feszült volt velük a kapcsolata. Nagyon sok emberen segített már, ha az embereknek van valami problémája, mindig hozzá fordulnak, sőt néha még a rendőrség is a segítségét kéri.
Annie Camden Eric Camden felesége, háziasszony. Miután édesanyja meghalt, nagyon nehezen fogadta el édesapja új párját., Ginger-t. Lelkiismeretes, érzékeny asszony, ám tud határozott is lenni. A gyerekeiért bármire képes, és az eredményes tanulás érdekében hajlandó türelmesen várni csemetéivel. Néha elszakad nála a cérna, olyankor férjének kell rendbeszedni mind nála, mind a családban a dolgokat.
Matt Camden A legidősebb Camden gyerek, a sármos Matt rengeteg lánnyal randizott már (akik közt ott volt például a siket Heather is), mire megtalálta az igazit, akivel össze is házasodott. Orvos lett belőle, annak dacára, hogy voltak gondjai a tanulással. Testvérei közül tagadhatatlanul Mary-vel a legszorosabb a kapcsolata, mindig ott van neki, ha csak egy kicsi bátorításról van szó, de akkor is, amikor éppen be kell mosni a lány egyik rámenősebb udvarlójának. Matt érzékeny, figyelmes és okos srác, de rengeteg vicces és aranyos pillanata van a sorozatban. A nászéjszakáig még nem volt nővel. Egy zsidó nőt vesz el feleségül, akivel az ingyen klinikán találkozik, ahol mindketten dolgoznak.
Mary Camden A legidősebb Camden lány, középiskolai éveiben kosarazott. Tűzrőlpattant, értelmes, szép lányként ismerhetjük meg, akinek összetett érzelmei vannak. Alapjában véve csökönyös, de egy-egy epizód végén mindig rájön, mi a helyes és mi nem. Amikor bátyja, Matt segíteni akar neki, először általában elküldi a fenébe, de második körben hagyja, hogy átsegítse őt egy-egy szorultabb helyzeten. Édesapjával nagyon szoros a kapcsolata. A nagyapjához küldik Buffalóba, mert rossz társaságba keveredik.
Lucy Camden  Lucy sokáig középső gyerek volt, és 
mindig kirekesztettnek érezte magát az iskolában és néha testvérei között is (mindig ő tudta meg utoljára, ha történt valami). Kicsi őrült, kicsit romantikus. Ha valamit nagyon szeretne, abba nagyon bele tudja lovalni magát, és csak utólag jön rá, ha hülyén viselkedett. Sokat csalódott, de végül megtalálta az igazit. Kevin, a párja rendőrként (tiszt) dolgozik, és képes volt érte Buffaloból GlenOakba költözni. Első találkozásukkor borsó agyú baromnak hívja.

## Fordítás
- Ez a szócikk részben vagy egészben  a(z)   7th Heaven című angol Wikipédia-szócikk fordításán alapul.  Az eredeti cikk szerkesztőit annak laptörténete sorolja fel. Ez a jelzés csupán a megfogalmazás eredetét és a szerzői jogokat jelzi, nem szolgál a cikkben szereplő információk forrásmegjelöléseként.